# تينزين بالمو
 

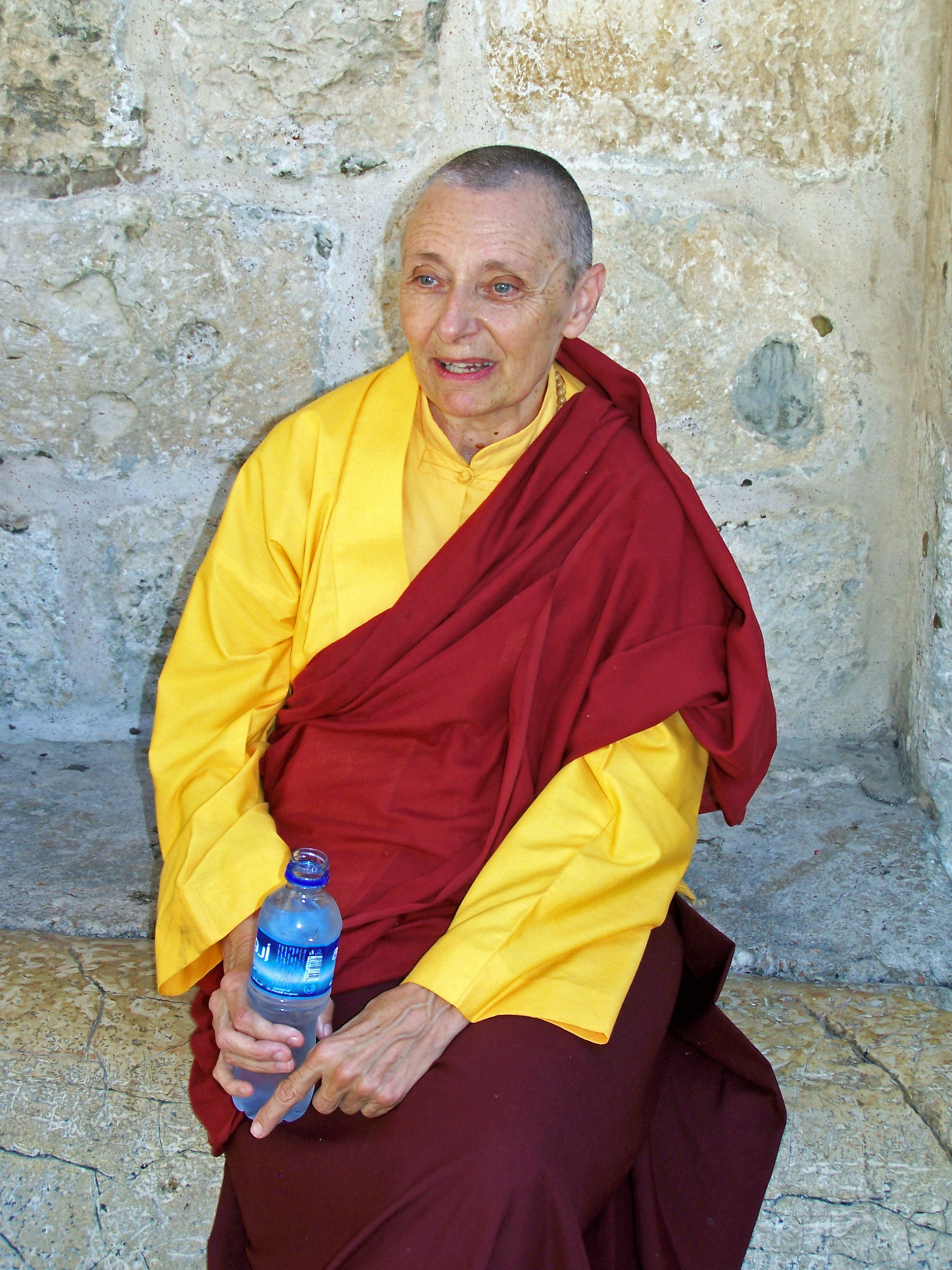
تينزين بالمو في كنيسة القيامة في القدس، سبتمبر 2006.

جيتسونما تينزين بالمو (مواليد 1943) هي بيكشوني من سلالة دروكبا من مدرسة كاجيو للبوذية التبتية. هي مؤلفة ومعلمة ومؤسس دير في هيماشال براديش، الهند. اشتهرت بكونها واحدة من عدد قليل جدًا من اليوغيين الغربيين الذين تدربوا في الشرق، حيث قضت اثني عشر عاماً تعيش في كهف بعيد في جبال الهيمالايا، ثلاث منها في ملاذ تأمل صارم.
تقول فيكي ماكينزي، التي كتبت عنها كتاب "كهف في الثلج"، أن ما ألهم كتابة الكتاب هو قراءة بيان تينزين بالمو لمجلة بوذية "لقد قطعت عهداً على تحقيق التنوير في شكل أنثوي - بغض النظر عن عدد الأعمار التي يستغرقها ذلك". 

## النشأة
ولدت تينزين بالمو في وولمرز بارك، مقاطعة هيرتفوردشاير البريطانية، في 30 يونيو 1943. على الرغم من عقد اجتماعات روحية في منزل طفولتها، إلا أنها أدركت في سن 18 أنها كانت بوذية عندما قرأت كتابًا في المكتبة حول هذا الموضوع. انتقلت إلى الهند في سن العشرين، حيث قامت بتدريس اللغة الإنجليزية في مدرسة لبضعة أشهر قبل أن تقابل أنسبائها اللاميّة الثامنة المعروفة بـ خامترول رينبوش.

## حياة مهنية
في عام 1964 أصبحت المرأة الغربية الثانية فقط التي يتم ترسيمها في تقليد فاجرايانا ، وحصلت على اسم دروبغيو تينزين بالمو ، أو "السيدة المجيدة التي تتمسك بمبدأ خلافة الممارسة". كانت رسامة بمثابة وراهبة مبتدئة، وهي أعلى مستوى من الرسامة متاح للنساء في التقليد التبتي في ذلك الوقت لأن بيكشوني سانغها لم يتم إنشاؤها هناك أبدًا. ومع ذلك، وبدعم من معلمتها، تلقت تينزين بالمو في عام 1973 ترسيم البيكوو الكامل في هونغ كونغ، وهي واحدة من أوائل النساء الغربيات اللائي يقمن بذلك.
إن العيش في دير خامترول بصفتها الراهبة الوحيدة من بين 100 راهب قد أتاح لها تجربة مباشرة للتمييز الذي يقيد وصول المرأة إلى المعلومات التي كانت تُنقل بحرية للرجال. فقد كانت شغوفة بالتعليم، وقد شعرت بالإحباط بسبب إبعادها عن معظم الأنشطة الرهبانية بسبب التحيزات المعادية للمرأة.  تروي :
استمرت هذه المرحلة لمدة ست سنوات. ثم غادرت تينزين بالمو الدير بناءً على اقتراح معلمها بالذهاب إلى لاهول في المناطق العليا من جبال الهيمالايا الهندية، حيث ستدخل الكهف في النهاية وتنطلق في ممارسة روحية مكثفة متواصلة. 

## الكهف
في عام 1976، بدأت تينزين بالمو العيش في كهف في جبال الهيمالايا يبلغ عرضه 10 أقدام وعمقه ستة أقدام وبقيت هناك لمدة 12 عامًا ، كانت ثلاثة منها في حالة تراجع كامل. كان الكهف مرتفعًا في منطقة لاهول النائية في جبال الهيمالايا الهندية (بالقرب من تايول جومبا) ، على حدود هيماشال براديش والتبت. في أثناء الخلوة، قامت بزراعة طعامها ومارست التأمل العميق على أساس الأساليب البوذية القديمة. وفقًا للبروتوكول ، لم تستلق أبدًا، وتنام في صندوق خشبي تقليدي للتأمل في وضع تأملي لمدة ثلاث ساعات فقط في الليلة. أمضيت السنوات الثلاث الماضية في عزلة تامة. نجت من درجات حرارة أقل من -30 درجة فهرنهايت (-35 درجة مئوية) والثلوج لمدة ستة إلى ثمانية أشهر في السنة.

## النشاط
خرجت تينزين بالمو من الكهف في عام 1988 وسافرت إلى إيطاليا حيث كانت مشاكل التأشيرة تعني أنها بحاجة إلى مغادرة الهند. منذ انسحابها، تبنت تينزين بالمو قضية المساواة في الحقوق والفرص للراهبات البوذيات. ودعماً لذلك، أمضت عدة سنوات في السفر حول العالم لجمع التبرعات من أجل دير بوذي جديد ، كما طلبت منها جذر لاما أن تفعل. في عام 2000 ، تم افتتاح دير دونجيو جاتسال بهدف توفير التعليم والتدريب للنساء من التبت والمناطق الحدودية في جبال الهيمالايا. في هذا الدير، تخطط تينزين أيضًا لإعادة تأسيس سلالة توغدينمس المنقرضة، وهو أمر مباشر من دروكبا كاجيو التي تنتمي إليها. 
تينزين بالمو هي عضو في ستة أعضاء "لجنة غرب البيكشونيس" وهي منظمة للراهبات الغربيات رفيعات المستوى بدعم من اثنين من المستشارين من تايوان
كما تبنت تينزين بالمو نظاماً نباتياً صارماً لأسباب أخلاقية. 

## الاعتراف
في 16 فبراير 2008، حصلت تينزين بالمو على لقب جيتسونما (السيدة الموقرة) تقديراً لإنجازاتها الروحية كراهبة وجهودها في تعزيز مكانة الممارسين في البوذية التبتية من قبل رئيس سلالة دروكبا، جيالوانغ دروكبا الثاني عشر.  

## المؤلفات
- تم إصدار مجموعة من تعاليمها ككتاب Into the Heart of Life من تأليف Jetsunma Tenzin Palmo ، Snow Lion Publications ، 2011. ((ردمك 978-1-55939-374-4) ).
- تم وصف حياتها في كتاب كهف في الثلج بقلم فيكي ماكنزي ((ردمك 1-58234-045-5) ).
- أصدرت تينزين بالمو كتابًا يحتوي على بعض تعاليمها: تأملات في بحيرة جبلية: تعاليم حول البوذية العملية ((ردمك 1-55939-175-8) ).
- ثلاثة تعاليم هي عبارة عن تجميع لمحادثات قدمها تينزين بالمو في سنغافورة عام 1998. ثلاثة تعاليم - ثلاثة تعاليم

## روابط خارجية
- صفحة دير Dongyu Gatsal Ling / http://www.tenzinpalmo.com/
- تينزين بالمو في "مقابلة سقي الراهبات" في مجلة الصعود
- إدراك إمكانات الراهبات ، مقابلة مع تينزين بالمو في دير دونغيو غياتسال لينغ ، بالقرب من تاشيجونج ، الهند ، سبتمبر 2006 بقلم دي كوزينز
- الرمز الرهباني البوذي الثاني ، الفصل 23 Bhikkhunīs ، طبعة 2007 بواسطة Thanissaro Bhikkhu
- القانون الرهباني البوذي الثاني ، الفصل 8 احترام ثانيسارو بهيكو
- The Path of the Yogini - بحث عن مسار روحي حقيقي يقود الطامحين إلى ما وراء الوعي بالهوية الجنسية بواسطة جيسيكا تورينس
- فيديو تينزين بالمو

### نصوص على الإنترنت
- الملخص: نظرة عامة موجزة عن وضع الراهبات في التقليد التبتي نسخة محفوظة 2020-02-27 على موقع واي باك مشين. </link> خطاب بيكسوني تينزين بالمو في المؤتمر الدولي حول دور المرأة البوذية في سانغا

### وسائط
- شرح حضرة صاحب السمو جيالوانغ دروكا لفيديو "جيتسونما"
- بوذا kämpferische Nonne Das abenteuerliche Leben der Diane Perry 3sat 07-12-2008

قالب:TibetanBuddhism